# Nurit Hirschfeld
Nurit Hirschfeld (* 1992 in Zürich) ist eine Schweizer Schauspielerin.

## Leben
Nach der Schulausbildung studierte Nurit Hirschfeld von 2012 bis 2016 Schauspiel an der Otto-Falckenberg-Schule in München. Erste Engagements folgten schon während der Ausbildung an die Münchner Kammerspiele. 2015 erhielt Nurit Hirschfeld einen Ensemblepreis mit der Otto-Falckenberg-Schule beim Theatertreffen deutschsprachiger Schauspielstudierender. In der Spielzeit 2016/2017 war sie festes Mitglied des Ensembles am Theater Kiel. Hier trat sie unter anderem in Ödön von Horváths Kasimir und Karoline und in einer Bühnenfassung der Filmkomödie The Full Monty - Ganz oder gar nicht auf. Seit 2018 arbeitet sie als freie Schauspielerin.
Nurit Hirschfeld wirkte in einigen Film- und Fernsehproduktionen mit. Darunter befand sich der Spielfilm Zoé & Julie - Hidden Marks in dem sie die Titelrolle der Zoé verkörpert.
Unter der Regie von Markus Fischer spielen neben ihr Diana M. Frank, Thomas Sarbacher und Ursula Andermatt. In dem Fernsehfilm Wendehammer aus der Fernsehreihe Tatort war sie 2016 in dem «Frankfurter Tatort» mit Margarita Broich und Wolfram Koch als Diana Engels zu sehen. Seit 2022 spielt sie an der Seite von Walter Sittler in der Fernsehreihe Der Kommissar und der See, die in Lindau am Bodensee spielt, in einer durchgehenden Hauptrolle die Kommissarin Annika Wagner.

## Filmografie (Auswahl)
- 2010: 180° – Wenn deine Welt plötzlich Kopf steht
- 2016: Zoé & Julie – Hidden Marks
- 2016: Finsteres Glück
- 2016: Tatort – Wendehammer
- 2018: Der Bestatter (Fernsehserie)
- 2019: So weit das Meer (Fernsehfilm)
- 2019: Die Bergretter (Fernsehserie, Staffel 11, Folge 06: Letzter Wille)
- 2019: Freies Land
- 2019: Amen Saleikum – Fröhliche Weihnachten (Fernsehfilm)
- 2020: Tatort: Rebland
- 2020: Matze, Kebab und Sauerkraut
- 2021: SOKO Stuttgart (Fernsehserie, Staffel 13, Folge 07: BlingBling)
- 2022: Die Schwarze Spinne
- 2022: Die Macht der Frauen
- 2022: Der Kommissar und der See – Liebeswahn (Fernsehreihe)
- 2023: Der Kommissar und der See – Narrenfreiheit (Fernsehreihe)
- 2023: Der Zürich-Krimi: Borchert und die Spur der Diamanten (Fernsehreihe)
- 2024: SOKO Köln (Fernsehserie, Folge Das Ultimatum)
- 2024: Der Kommissar und der See – In besseren Kreisen (Fernsehreihe)

## Theater (Auswahl)
- 2017–2018: Die Wildente (Theater Kiel) – Rolle: Hedvig, Ensemble-Hauptrolle – Regie: Katrin Lindner
- 2017: Hänsel und Gretel (Theater/Oper Kiel) – Rolle: Gretel, Ensemble-Hauptrolle – Regie: Jan Steinbach
- 2017: Unschuld (Theater Kiel) – Rolle: Absolut, Ensemble-Hauptrolle – Regie: Malte Kreuzfeldt
- 2017: Kasimir und Karoline (Theater Kiel) – Rolle: Ellie, Ensemble-Mitglied – Regie: Anette Pullen
- 2017: Ich rufe meine Brüder (Theater Kiel) – Rolle: Ensemble-Mitglied – Regie: Friederike Harmstorf
- 2016: Das Wintermärchen (Theater Kiel) – Rolle: Perdita, Ensemble-Hauptrolle – Regie: Daniel Karasek
- 2016: Das Pulverfass (Otto-Falckenberg Schule Münchner Kammerspiele) – Rolle: Ensemble-Mitglied – Regie: Katharina Bianca Mayrhofer
- 2015: Das Vorsprechen (Münchner Kammerspiele) – Rolle: Ensemble-Mitglied – Regie: Boris Nikitin
- 2015: GLOW! BOX BRD (Münchner Kammerspiele) – Rolle: Eisbär, Ensemble-Mitglied – Regie: Jorinde Dröse
- 2014: Emil und die Detektive/Live-Hörspiel (Otto-Falckenberg Schule Münchner Kammerspiele) – Rolle: Der kleine Dienstag, Ensemble-Mitglied – Regie: Frauke Poolman
- 2014: Trunkener Prozess (Otto-Falckenberg Schule Münchner Kammerspiele) – Rolle: Dunja, Ensemble-Mitglied – Regie: Pia Richter
- 2013: Schnapsbudenbestien Folge 2/Étienne (Münchner Kammerspiele) – Rolle: Katharina, Ensemble-Hauptrolle – Regie: Matthias Günther
- 2011: When The Rain Stops Falling (Hurtwood House) – Rolle: Ensemble-Mitglied – Regie: Adrian Rawlins
- 2010: Grimm Tales (Hurtwood House) – Rolle: Aschenputtel, Ensemble-Hauptrolle – Regie: Hugo Ellies